# Jean Régnier
Jean Régnier, écuyer, seigneur de La Souchays, fut maire de Nantes de 1673 à 1674. Il était conseiller du roi et auditeur des comptes de Bretagne.

## Biographie
Jean Régnier est le fils de Jean Régnier, sieur de La Souchais, avocat à la cour, alloué du duché de Retz, lieutenant général du duché de Retz, et de Gérarde Pelletier.